# Taco Bell

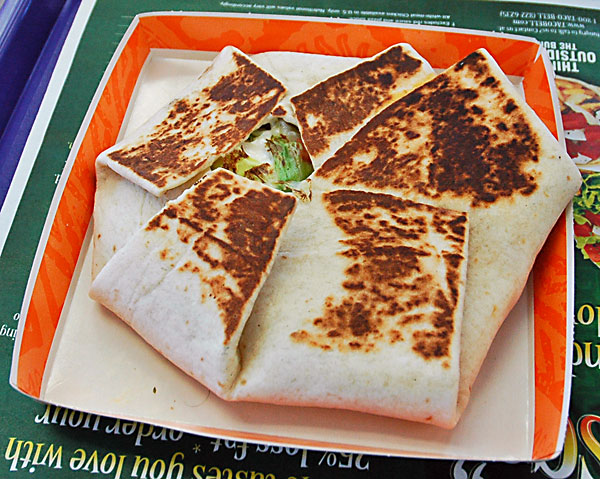
Taco Bell's Crunchwrap Supreme

Taco Bell är en amerikansk snabbmatskedja som bland annat serverar tacos och burritos. Kedjan ägs av Yum! Brands, tidigare av PepsiCo.

## Om företaget
Taco Bell serverar mexikansk snabbmat och konkurrerar med McDonald's och Burger King. En skillnad är att företaget använder sig av tortillas istället för hamburgerbröd. En avvikelse var på 1980-talet, då företaget även hade en meny, kallad "Bell Beefer", som bestod av hamburgerbröd, nötkött, sallad, ost och tomat. Burgarna blev inte så populära som företaget hade trott, och mot slutet av 1980-talet togs de bort.
Mindre så kallade Taco Bell Express-restauranger med ett mindre utbud finns på köpcentrum, flygplatser, varuhus, hotell, cafeterior, bensinstationer och liknande.
Det finns totalt 6 500 Taco Bell-restauranger i USA och 280 i resten av världen, till exempel i Guam, Puerto Rico, Kanada, Aruba, Dominikanska republiken, Chile, Costa Rica, Guatemala, Ecuador samt i Europa och Asien. 
Ibland delar man lokaler med Kentucky Fried Chicken och Pizza Hut. Dessa restauranger kallas för "KenTaco Hut". Samma koncept används då man finns i samma lokal som Long John Silver's, varvid de kallas "Taco Silvers".

### Slogans
- "Make a run for the border." ("Spring mot gränsen.")
- "Nothing ordinary about it." ("Inget vanligt med det.")
- "Cross the border." ("Gå över gränsen")
- "Fetch that food!" ("Fånga den där maten!")
- "Taste that food! Dong!" ("Smaka den där maten. Dong!")
- "Change Is Good" ("Förändring är bra")
- "Want some?" ("Vill du ha lite?")
- "Yo quiero Taco Bell." ("Jag vill ha Taco Bell")
- "Think outside the bun." ("Tänk utanför hamburgerbrödet")
- "Live Más." ("Lev Mer")

## Historia

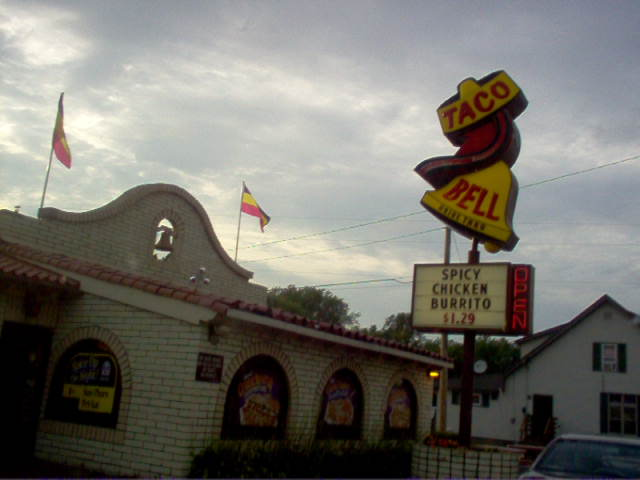
Den ursprungliga Taco Bell-designen

Taco Bells grundare, Glen Bell, började först med varmkorvar i San Bernardino, Kalifornien. Efter att ha testat med andra sorters mat, öppnade han 1954 sin första Taco-Tia. Det blev ytterligare två fram till 1955. Senare sålde han dem till sina kollegor, bland annat till John Galardi som skapade Wienerschnitzel. Den första Taco Bell-restaurangen öppnade i Downey, Kalifornien 1962. Den första Taco Bell-menyn såldes 1964. 1978 såldes företaget till PepsiCo. 1997 såldes det vidare till Tricon International Restaurants och 2002 blev Tricon Yum!Brands. 
På det tidiga 1990-talet införde man så kallade "Litemenyer". En "Taco Lite" bestod av friterad mjöltortilla, nötkött, gräddfil, sallad, ost och tomat. Vissa Litemenyer innehöll dessutom oliver. Meningen var att minska salthalten i maten, men det höll inte och efter några år avskaffades menyerna

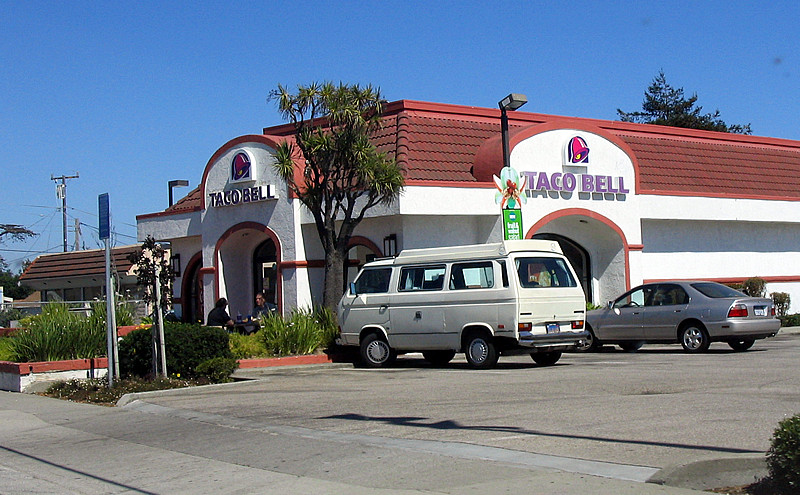
En annan design.

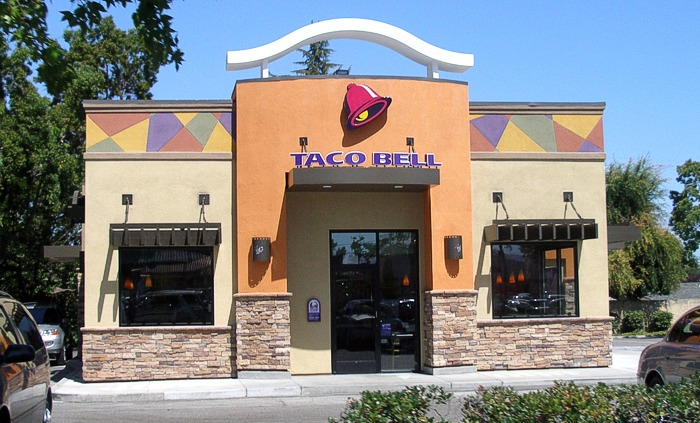
Den nuvarande designen

### Maskotar

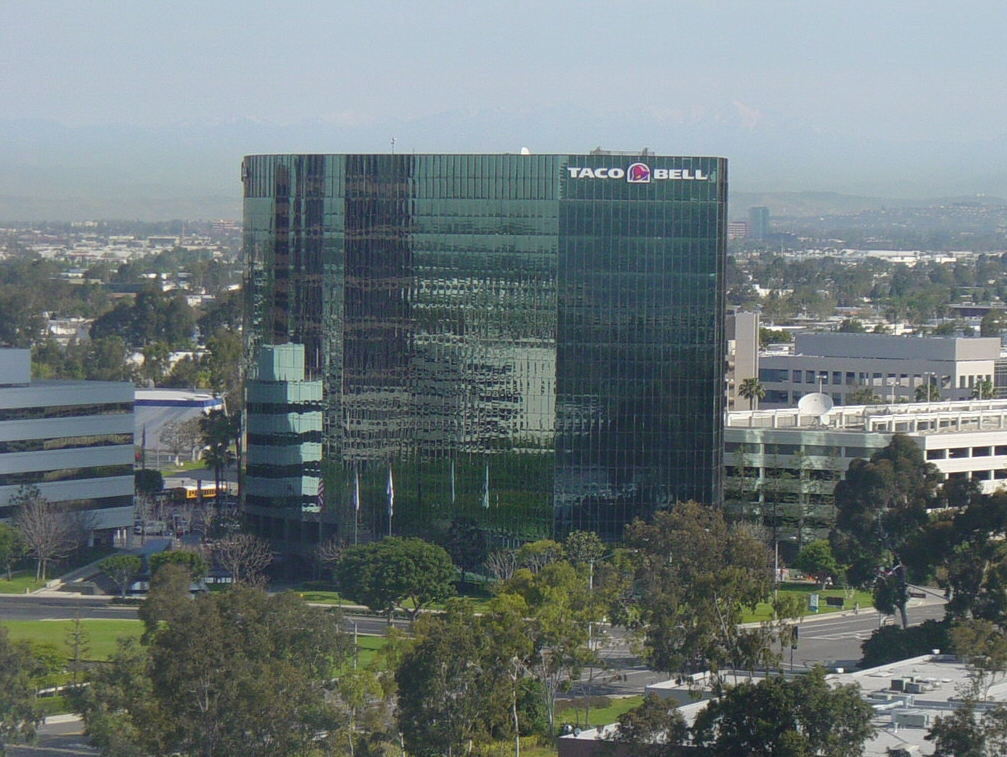
Taco Bells huvudkontor i Irvine, Kalifornien

Taco Bell har sedan starten inte haft så många maskotar, men 1995 introducerade företaget Nacho och Dog, för att göra reklam för sin barnmeny (Taco Bell kids meal). Nacho var en galen katt som fick sin kunskap genom att titta på TV och var besatt av mexikansk mat. Dog var en hund som var mer väluppfostrad än Nacho och fick sin kunskap genom att läsa böcker. Nacho och Dog försvann i mitten av 1997.
Samma år introducerade Taco Bell en chihuahua som maskot. Den förekom på en affisch för deras stora kampanj "Yo quiero Taco Bell" ("Jag vill ha Taco Bell"). Chihuahuan hette "Gidget". Gidgets röst gjordes av komikern Carlos Alazraqui. 1998 var Gidget en av de populäraste reklamstjärnorna i världen, men 2000 sjönk populariteten kraftigt och istället bytte man slogan till "Think outside the bun" ("Tänk utanför brödet", en hänvisning till att slopa hamburgaren med bröd från andra snabbmatskedjor).

### Bojkott
2001 uppmanade en organisation för arbetare i Florida, Coalition of Immokalee Workers (CIW), en ettårig bojkott av Taco Bell. Organisationen krävde högre lön och bättre priser till tomatodlare i Florida. På ett möte 2005 beslutades om en liten höjning av tomatpriset.

### Big Bell Value Menu
I början av 1990-talet var Taco Bell känt för sitt prissystem, kallat "59 79 99", det vill säga att nästan allt på menyn kostade 59, 79 eller 99 cent.
Taco Bell har relativt låga priser, men de har egentligen inte haft någon "riktig" värdemeny, utan allt säljs styckevis. I mitten av 2000-talet började Taco Bell med värdemenyer igen, så kallade Big Bell Value Menu, men de är långt ifrån kompletta. De kostar oftast under $1,49. Introduktionen av menyerna öppnade vägen för nya kombinationer och maträtter, några gjorda av potatis. En dessert som också introducerades var Caramel Apple Empanada (kanel, äpple och triangelformade mjöltortillas (det sistnämnda ersattes av kanel)). Det skapades också risburritos, tvåvånings tacos och marinerad kyckling med mera.

### Taco Liberty Bell
Den 1 april 1996 gick Taco Bell ut med helsidesannonser i bland annat New York Times och Washington Post att de hade köpt Liberty Bell och bytt namn på den till "The Taco Liberty Bell". Skälet till att man köpt klockan påstods vara det att man ville hjälpa USA med statsskulden.
Både Taco Bell:s huvudkontor samt National Park Service i Philadelphia blev uppringda av tusentals upprörda medborgare som fick reda på att det hela rörde sig om ett aprilskämt.
Efter det gick Taco Bell ut med ett pressmeddelande på eftermiddagen och bekräftade att det var ett aprilskämt. Man lovade också att donera $50.000 till bevarandet av klockan.

### Taco Bell Arena
2004 köpte Taco Bell namnet på arenan Boise State Pavilion i Boise, Idaho och bytte namn på den till "Taco Bell Arena". Den används idag främst för basket. Arenan har 12 820 platser.

## Taco Bell i Europa

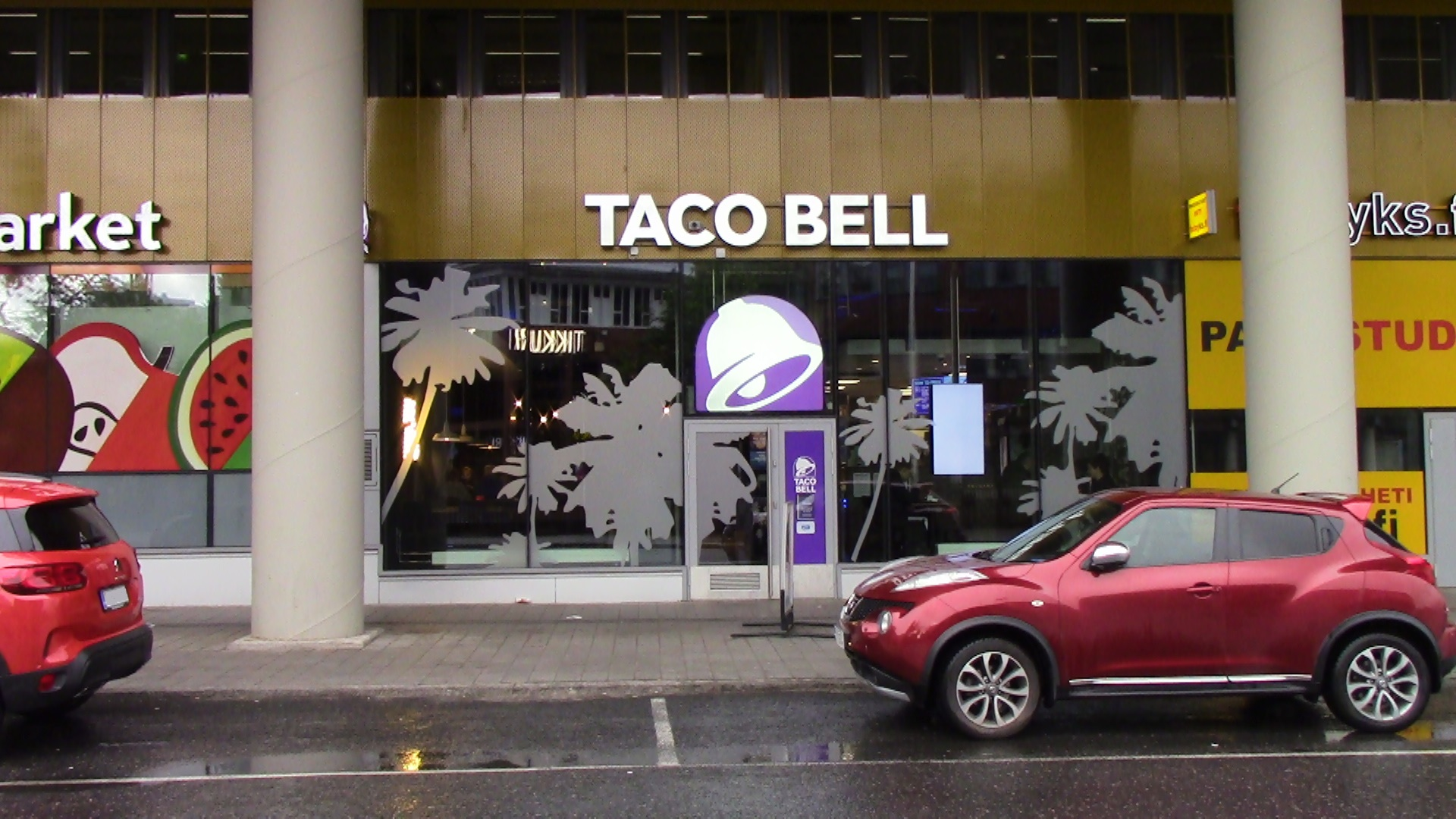
Taco Bell restaurang i Vanda, Finland.

På Island finns i nuläget två Taco Bell-restauranger med drive through. Dessa är ett arv från den amerikanska armén som tog med sig konceptet till sina baser och som finns kvar efter truppernas tillbakadragande. Det finns Taco Bell-restauranger i Spanien bland annat i Alicante, Barcelona, Granada, Madrid, Malaga, Sevilla och Valencia och i Finland i Helsingfors, Esbo, Vanda, Villmanstrand och Åbo.Taco Bell fanns en kort period i Lidköping i slutet på 1990-talet.